# Червона Хорватія
Червона Хорватія (лат. Croatia Rubea) — історичний термін, який використовується для позначення території проживання і держав середньовічних хорватів у південно-східних частинах візантійської Далмації та деяких інших територій, включаючи частини сучасної Чорногорії, Албанії, Боснії і Герцеговини та південно-східної Хорватії, що тягнеться вздовж Адріатичного моря. На відміну від Білої Хорватії не являла навіть гіпотетичного племінного об'єднання, а була загальним терміном для позначення племен певного регіону.

## Значення
Червоний колір у слов'янській системі визначення сторін світла означав Південь, а білий — Північ.

## Історія
У ранньому Середньовіччі цей термін позначав перебування хорватських племен на території з містами Перемишль і Галич, яка на сході межувала з Волинню, її південною межею була річка Прут. У той час як Біла Хорватія розташовувалася в районі Малої Польщі та Моравії. Після мігрування хорватів із карпатського регіону на південь, насамперед у район Славонії й Далмації, де утворилися хорватські князівства (Паннонське і Приморське), які також умовно можна позначити як Біла та Червона Хорватія.

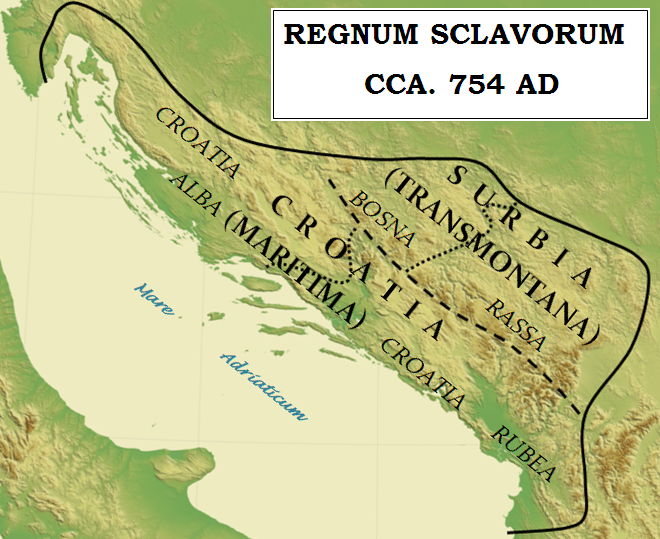
Позначення Хорватії з «Хроніки попа Дуклянина»

В XI ст. територія Хорватського королівства опинилася під владою Угорщини. З послаблення королівської влади Арпадів призвело до посилення місцевої знаті та втручання у справи Венеційської республіки. В результаті землі фактично поділилися на північну (підвладну королю) та південну (більш самостійну). Самі ці землі й італійські політики та хроністи характеризувати загальною назвою Марітіма (Приморська), поділяючи на Білу та Червону Хорватію. Сьогодні Червона Хорватія відповідає області Південна Далмація в Хорватії, Чорногорії та Північній Албанії.